# Hanno Loewy

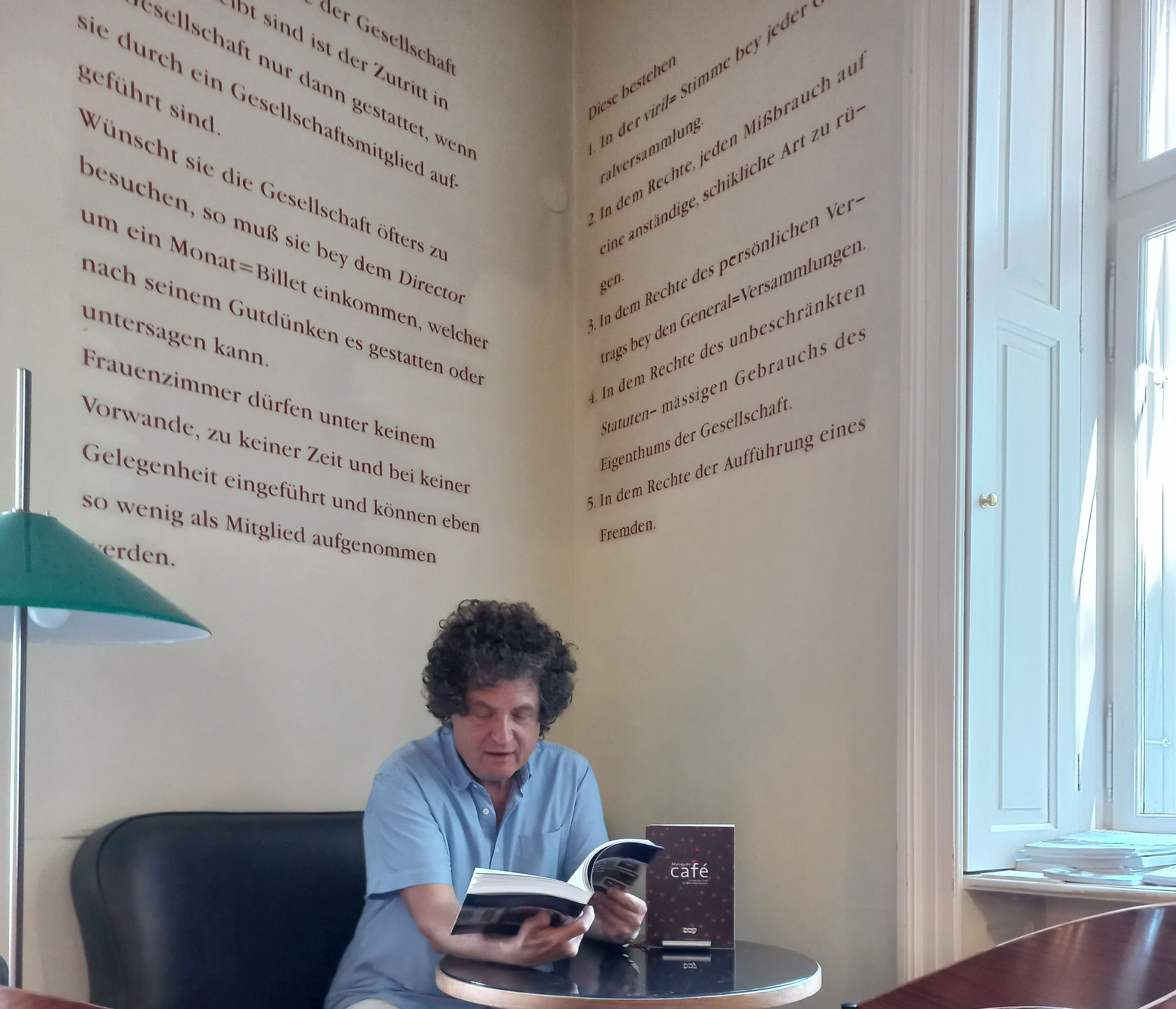
Hanno Loewy im Cafe des Jüdischen Museums in Hohenems

Hanno Loewy (* 17. Februar 1961 in Frankfurt am Main) ist ein deutscher Literatur- und Medienwissenschaftler, Publizist und Direktor des Jüdischen Museums Hohenems.

## Leben
Hanno Loewy ist ein Sohn des Bibliothekars, Exilforschers und Publizisten Ernst Loewy (1920–2002) sowie Bruder des Filmhistorikers Ronny Loewy (1946–2012) und des Fotografen Peter Loewy (* 1951). Hanno Loewy studierte in Frankfurt am Main Literaturwissenschaft, Theater-, Film- und Fernsehwissenschaft sowie Kulturanthropologie und wurde an der Universität Konstanz mit einer Dissertation Der Filmtheoretiker Béla Balázs und die Ideengeschichte des Films im Kontext der ästhetischen, philosophischen und politischen Utopien des frühen Zwanzigsten Jahrhunderts promoviert.
Ab 1982 war er als Publizist und Ausstellungsmacher tätig. Für das Jüdische Museum Frankfurt am Main und das Jüdische Museum Berlin erarbeitete er Teile der Dauerausstellung. Von 1990 bis 2000 baute er (ab 1995 als Gründungsdirektor) das Fritz Bauer Institut in Frankfurt am Main auf und wurde nach dessen Anschluss an die Universität Frankfurt am Main bis 2003 Leiter der Abteilung für Erinnerungskultur und Rezeptionsforschung im selben Haus.
Seit 2000 ist Hanno Loewy Lehrbeauftragter der Universität Konstanz im Bereich Literaturwissenschaft/Medienwissenschaft. Seit 2004 leitet er das Jüdische Museum Hohenems im österreichischen Bundesland Vorarlberg. Von 2011 bis 2017 war er Präsident der Association of European Jewish Museums. Loewy ist Mitglied des Hochschulrats der Stella Vorarlberg Privathochschule für Musik.

### Angriffe durch die FPÖ
Im August 2009 kritisierte Loewy einen Slogan der FPÖ zur Landtagswahl in Vorarlberg 2009, „Elterngeld für heimische Familien“. Der Vorarlberger FPÖ-Chef Dieter Egger bezeichnete Loewy in Folge als „Exil-Juden aus Amerika in seinem hochsubventionierten Museum“, den die österreichische Innenpolitik nichts angehe, was von Loewy selber und Teilen der Vorarlberger und österreichischen Öffentlichkeit (Michael Köhlmeier, Ariel Muzicant, Laura Rudas) als antisemitische Beschimpfung u. ä. beurteilt wurde.
Als Konsequenz daraus und der Weigerung Eggers, sich zu entschuldigen, wurde vom Vorarlberger Landeshauptmann Herbert Sausgruber bekannt gegeben, nach den Landtagswahlen die 35 Jahre andauernde Koalition mit der FPÖ aufzukündigen.

## Schriften
- als Herausgeber mit Walter Zadek: Kein Utopia. Araber, Juden und Engländer in Palästina. Nishen, Berlin 1986, ISBN 3-88940-608-4 (= Das Foto-Taschenbuch 8).
- mit Thomas Kreuder (Hrsg.): Konservatismus in der Strukturkrise. Suhrkamp, 1987, ISBN 3-518-11330-5.
- mit Gerhard Schoenberner (Hrsg.): „Unser einziger Weg ist Arbeit.“ Das Getto in Lodz 1940–1944. Löcker, Wien 1990, ISBN 3-85409-169-9.
- als Herausgeber: Holocaust: Die Grenzen des Verstehens. Eine Debatte über die Besetzung der Geschichte. Rowohlt, Reinbek bei Hamburg 1992, ISBN 3-499-19367-1.
- mit Thomas Hofmann, Harry Stein (Hrsg.): Pogromnacht und Holocaust: Frankfurt, Weimar, Buchenwald – Die schwierige Erinnerung an die Stationen der Vernichtung. Böhlau, Köln 1999, ISBN 3-412-03293-X.
- mit Bernhard Moltmann: Erlebnis, Gedächtnis, Sinn. Authentische und konstruierte Erinnerung. Campus, Frankfurt am Main 1996.
- als Herausgeber mit Bettina Winter: NS-„Euthanasie“ vor Gericht. Campus Verlag, Frankfurt am main 1996.
- mit Margrit Frölich, Heinz Steinert (Hrsg.): Lachen über Hitler – Auschwitz-Gelächter? Filmkomödie, Satire und Holocaust. edition text+kritik, München 2001.
- mit Kersten Brandt, Krystyna Oleksy (Hrsg.): Before They Perished: Photographs Found in Auschwitz. Panstwowe Muzeum Auschwitz-Birkenau, 2001.
- mit Cilly Kugelmann (Hrsg.):  So einfach war das: Jüdische Kindheit und Jugend in Deutschland seit 1945. DuMont, Köln 2002, ISBN 3-8321-7818-X (= Zeitzeugnisse aus dem Jüdischen Museum Berlin).
- Taxi nach Auschwitz. Feuilletons. Philo, Berlin 2002.
- Béla Balázs: Märchen, Ritual und Film. Vorwerk 8, Berlin 2003.
- So einfach war das. Jüdische Kindheiten und Jugend in Österreich, der Schweiz und Deutschland. Hohenems 2004.
- als Herausgeber: Gerüchte über die Juden. Antisemitismus, Philosemitismus und aktuelle Verschwörungstheorien. Essen: Klartext, 2005.
- mit Michael Wuliger: Shlock Shop: Die wunderbare Welt des jüdischen Kitschs. Mosse Verlag, Berlin 2005, ISBN 3-935097-05-0.
- Heimat Diaspora. Das Jüdische Museum Hohenems. Bucher, Hohenems 2008.
  - engl. Ausgabe: At Home: Diaspora. The Jewish Museum Hohenems. Bucher, Hohenems 2008.
- mit Gerhard Milchram (Hrsg.): Hast Du meine Alpen gesehen? Eine jüdische Beziehungsgeschichte. Bucher, Hohenems 2009, ISBN 978-3-902679-41-3.
- mit Hannes Sulzenbacher (Hrsg.): Treten Sie ein! Treten Sie aus! Warum Menschen ihre Religion wechseln. Parthas, Berlin 2012, ISBN 978-3-86964-067-9.
- Jukebox Jewkbox! Ein jüdisches Jahrhundert auf Schellack und Vinyl. Bucher Verlag, Hohenems 2014, ISBN 978-3-99018-296-3.
- als Herausgeber mit Galyah Gur Zeʾev, Hannes Sulzenbacher(Hrsg.): Endstation Sehnsucht – Eine Reise durch Jeruschalajim-Jerusalem-Al Quds. Parthas Verlag, Berlin 2015, ISBN 978-3-86964-107-2.
- mit Hannes Sulzenbacher (Hrsg.): All about Tel Aviv-Jaffa: Die Erfindung einer Stadt. Bucher Verlag, Hohenems 2019, ISBN 978-3-99018-498-1.
- Hanno Loewy, Raphael Einetter: Über die > Grenze: 52 Fluchtgeschichten zwischen Bodensee und Gebirge 1938 bis 1945. Hohenems: Bucher, 2023.

## Auszeichnungen
- 2022: Rosa-Jochmann-Plakette[6]